# Stadsblokken-Meinerswijk
Stadsblokken-Meinerswijk is een uiterwaardengebied gelegen op de zuidelijke oever van de Rijn tegenover het centrum van de stad Arnhem. De vroegste sporen van bewoning van het gebied gaan terug tot de tijd van het Romeinse Keizerrijk. In het gebied ligt een aantal cultuur-historische objecten en een buurtschap De Praets. De gemeente Arnhem is, samen met Kondor Wessels Projecten bezig met een renovatie en herbestemming van delen van het gebied.

## Stadsblokken
Stadsblokken is het oostelijk deel van het gebied, gelegen tussen de Nelson Mandelabrug, de John Frostbrug en de wijk Malburgen-West. In dit gebied liggen drie havens: de haven van Van Workum met hierin het Watersportcentrum Arnhem, de haven van Coers met 15 woonboten en de haven van de voormalige Arnhemsche Stoomsleephelling Maatschappij. In de laatste haven herinnert de sleephelling van de werf nog aan het roemrucht verleden dat in dit gebied grote schepen werden gebouwd.
In de Stadsblokken wordt jaarlijks het Free Your Mind Festival gehouden. Op 8 mei 1995 vond hier het World Liberty Concert plaats, ter ere van de vijftigste viering van de bevrijding van Europa. Het is het grootste herdenkingsconcert ooit gehouden in Nederland.

## Meinerswijk

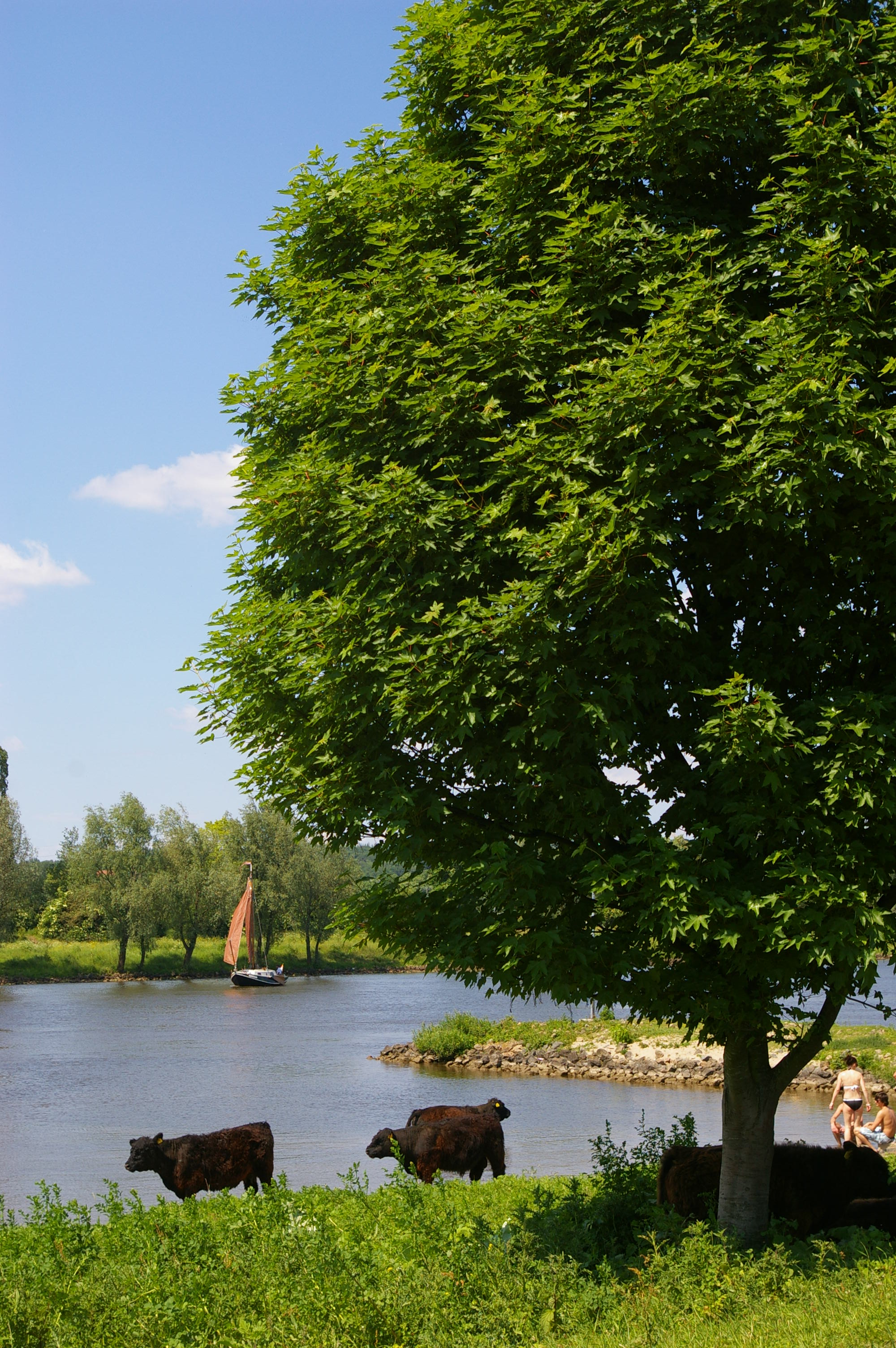
Galloway runderen in de uiterwaarden van Meinerswijk

In Meinerswijk werd rond het begin van onze jaartelling een castellum gebouwd om de Limes, de noordgrens van het Romeinse Rijk, te verdedigen. Dit fort werd verschillende keren herbouwd, maar rond 400 definitief verlaten. Het is mogelijk dat dit castellum het Castra Herculis was dat bekend is uit verschillende historische bronnen.
In 814 wordt in een schenkingsakte van de edelman Lantward aan de Abdij van Lorsch gesproken over Meginhardeswich (dorp van Meginhard). In 847 werd de plaats overvallen door de Noormannen.

### Heerlijkheid Meinerswijk
In de Middeleeuwen was Meinerswijk een heerlijkheid met ‘t Huys Meinerswijk, ook wel kasteel van Arnhem genoemd, als centrale punt.

### Steenfabrieken
De vele plassen in het gebied Meinerswijk zijn ontstaan door afgravingen voor klei- en zandwinning door drie steenfabrieken die in dit gebied waren gevestigd in de periode 1874 tot 1980. De eerste was Steenfabriek Gallantijnse Waard uit 1873 van de vennoten Verwaayen en Brantjes. Deze werd geheel ontmanteld in 1975. Van de hiernaast gelegen Steenfabriek Elden zijn nog enkele restanten en een deel van de schoorsteen te zien.
Van de meer naar het oosten gelegen Steenfabriek Meijnerswijk is een deel van de gebouwen nog steeds aanwezig. Deze fabriek stamt uit ongeveer 1874 en werd in 1930 voortgezet onder N.V. Vlamovensteenfabriek Meijnerswijk door D.L. Leccius De Ridder. De fabriek werd datzelfde jaar nog overgedaan aan medevennoot E.J.H. Ariëns, in 1943 opgevolgd door zijn zoon J.W.E. Ariëns. In eerste instantie werd de klei voor de bakstenen nog met de hand afgegraven. Vanaf 1950 zette men echter steeds meer materiaal in, zoals baggermachines en diesellocomotiefjes, waarmee de klei vanuit de polder via smalspoor naar de fabrieken werd gereden.
De bloei van de steenfabriek Meijnerswijk was in de jaren zestig van de twintigste eeuw. In 1982 kreeg het bedrijf onder het motto van werkgelegenheid nog een vergunning om 18 hectare te ontgronden, ondanks protesten van organisaties voor natuur en milieu. Maar drie jaar later moest de fabriek haar deuren sluiten en kwamen de 16 arbeiders op straat te staan.
De fabriek is nu eigendom van projectontwikkelaar Kondor Wessels Projecten (KWP), die het gebouw gebruikt voor opslag van caravans, boten en auto’s. Eenmalig is in 2007 de fabriek het decor geweest voor modeshows in het kader van de Arnhem Mode Biënnale. Het publiek werd toen vanaf de ArtEZ kunstacademie aan Onderlangs via een brug en een pontje naar de fabriek geleid.

### IJssellinie

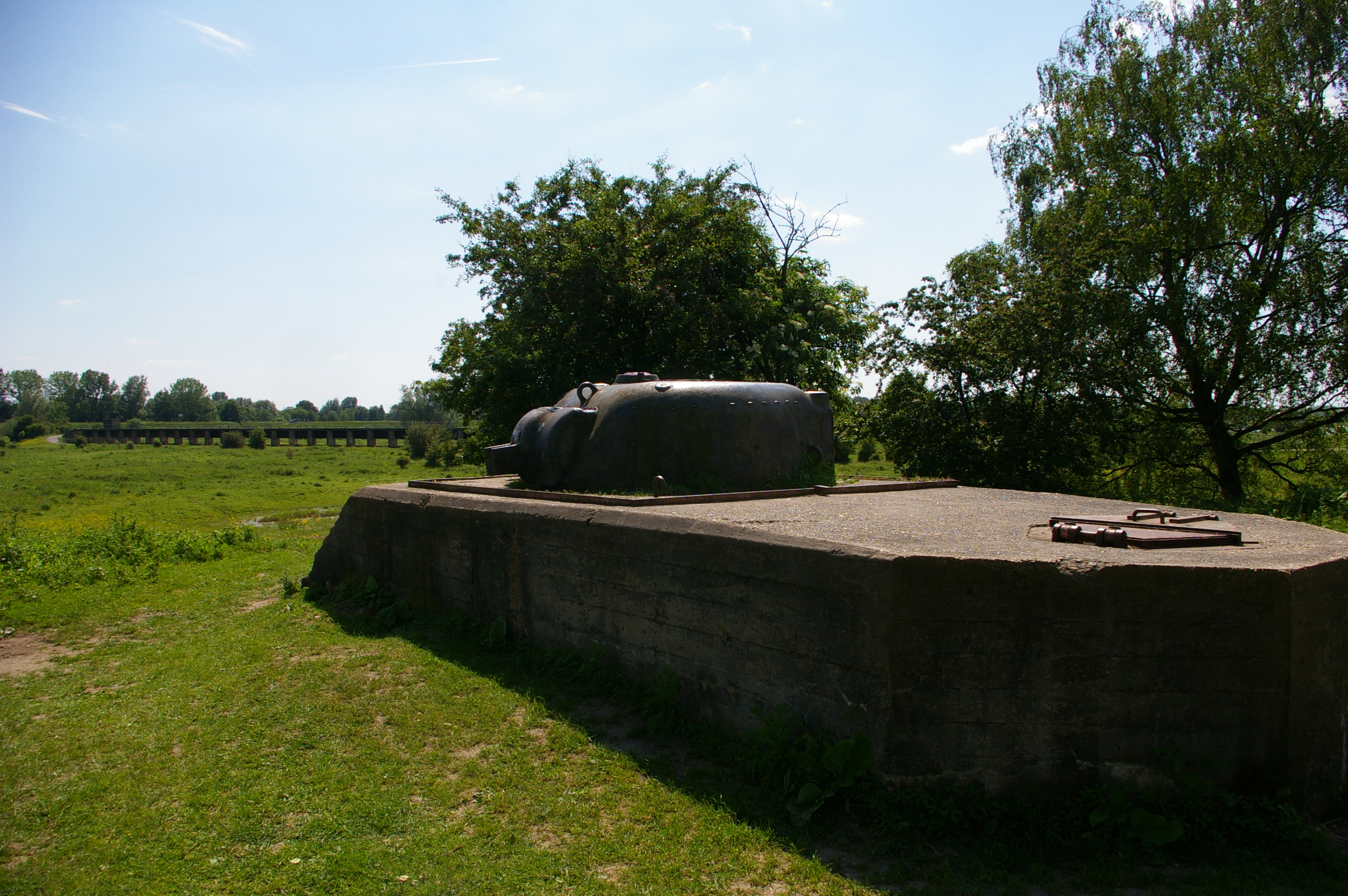
Kazemat in Meinerswijk

In Meinerswijk werd begin jaren vijftig een belangrijk deel van de IJssellinie aangelegd. De IJssellinie was een verdedigingslinie die liep van Nijmegen tot aan Zwolle, aangelegd vanwege de dreiging van een aanval door Rusland. Door het laten afzinken van stuwen in de Rijn en de Waal kon Defensie het gebied van de IJssellinie tot kniehoogte onder water zetten, zodat de Russen bij een aanval werden gehinderd.
De werken in Meinerswijk zorgde ervoor dat in combinatie met stuwen in Olst en Bemmel een gebied van ongeveer 120 vierkante kilometer onder water kon worden gezet. Kazematten die langs de linie lagen, beschermden de stuwen en doorlaatwerken.
De overlaat bedekt met asfalt en een aantal kazematten vormen ook nu nog een duidelijk zichtbaar deel van deze linie. De Doorlaatbrug Meinerswijk was geen onderdeel van de IJssellinie maar is hier later teruggebouwd als inlaatwerk voor de polder Meinerswijk.

### Flora en fauna
Het zuidelijk deel van Meinerswijk was een van de eerste gebieden in Nederland die werd ingericht als vrij toegankelijk uiterwaarden-natuurgebied volgens de ideeën van het Plan Ooievaar. In 1991 werd gestart met de begrazing met Konikpaarden en in 1992 volgde een kudde Galloway runderen. Sinds die tijd hebben verschillende soorten van natuurlijke begrazingslandschappen en ooibos zich in Meinerswijk gevestigd, zoals Gewone agrimonie, Rode ogentroost en Bosmuur. Vooral op zandige plaatsen zijn bijzonderheden soorten als Zachte haver, Brede ereprijs, Wilde marjolein en Viltganzerik verschenen. Ook diverse wilde zoogdieren als bever en vos hebben het gebied weten te vinden. Hiernaast komen er vele vogels voor als grauwe gans, kolgans en grote zilverreiger.

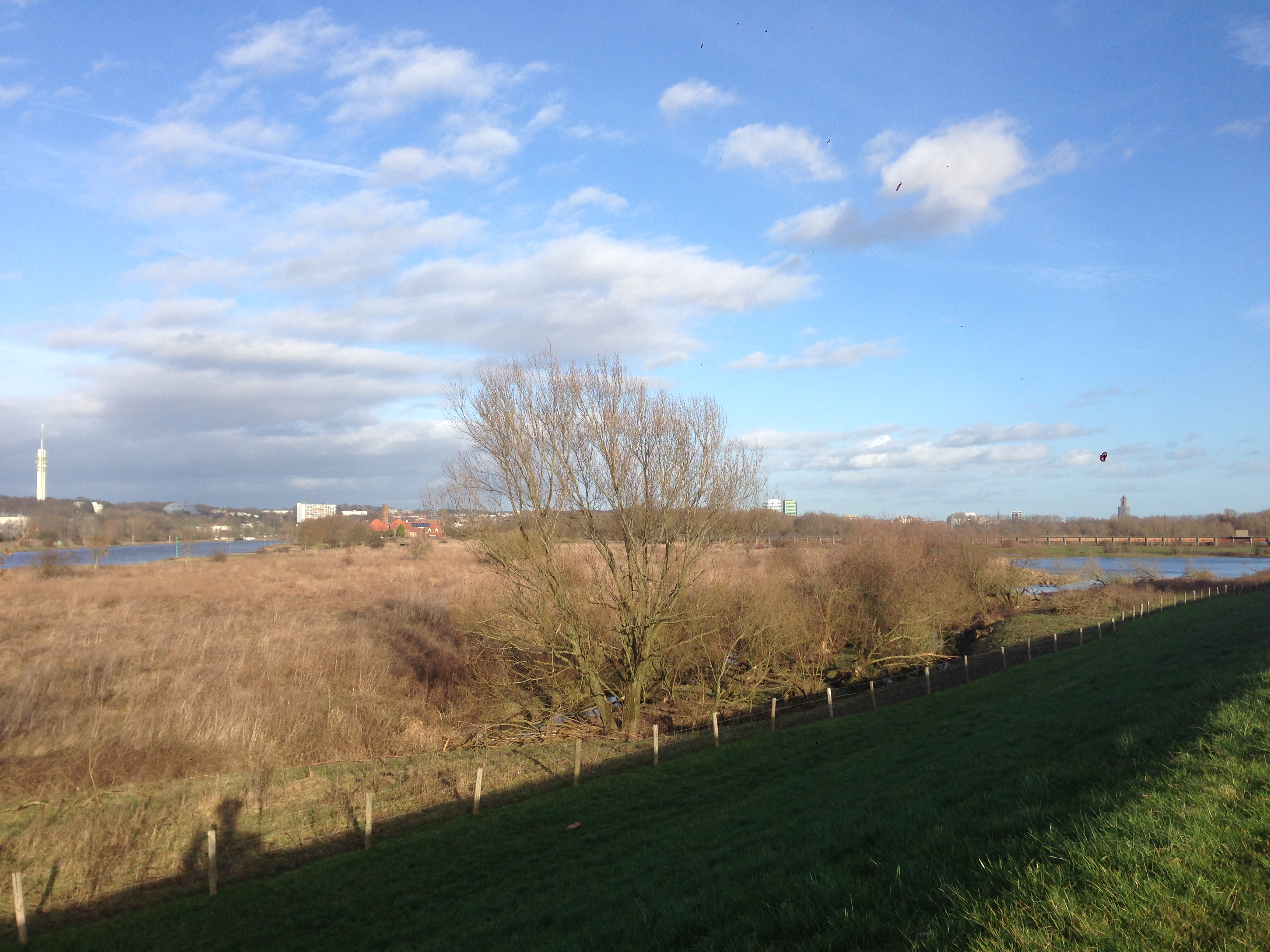
Vanuit Meinerswijk is het centrum van Arnhem te zien
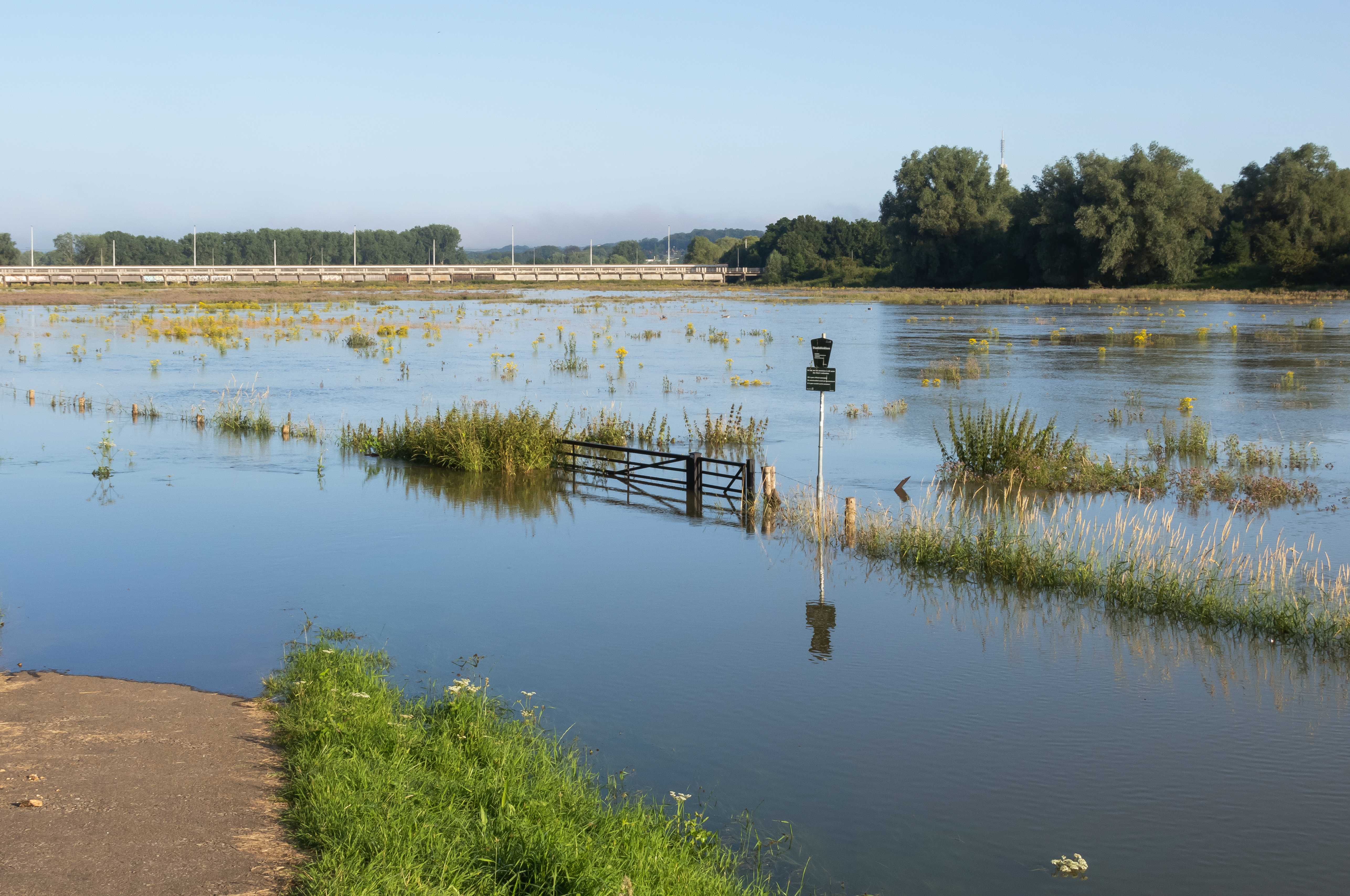
Stadsblokken tijdens hoogwater in de zomer
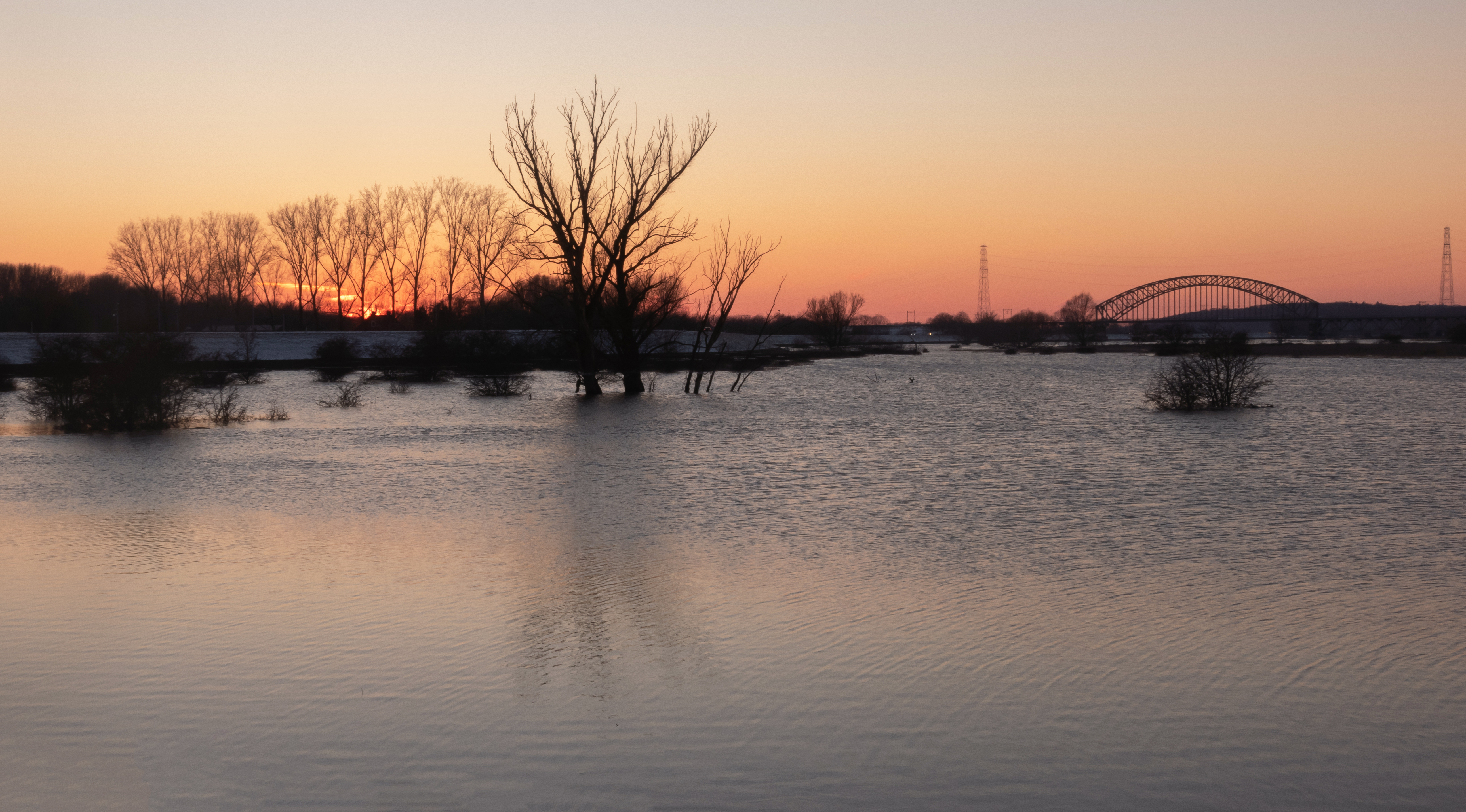
Plas aan de zuidwest-kant vlak voor zonsondergang
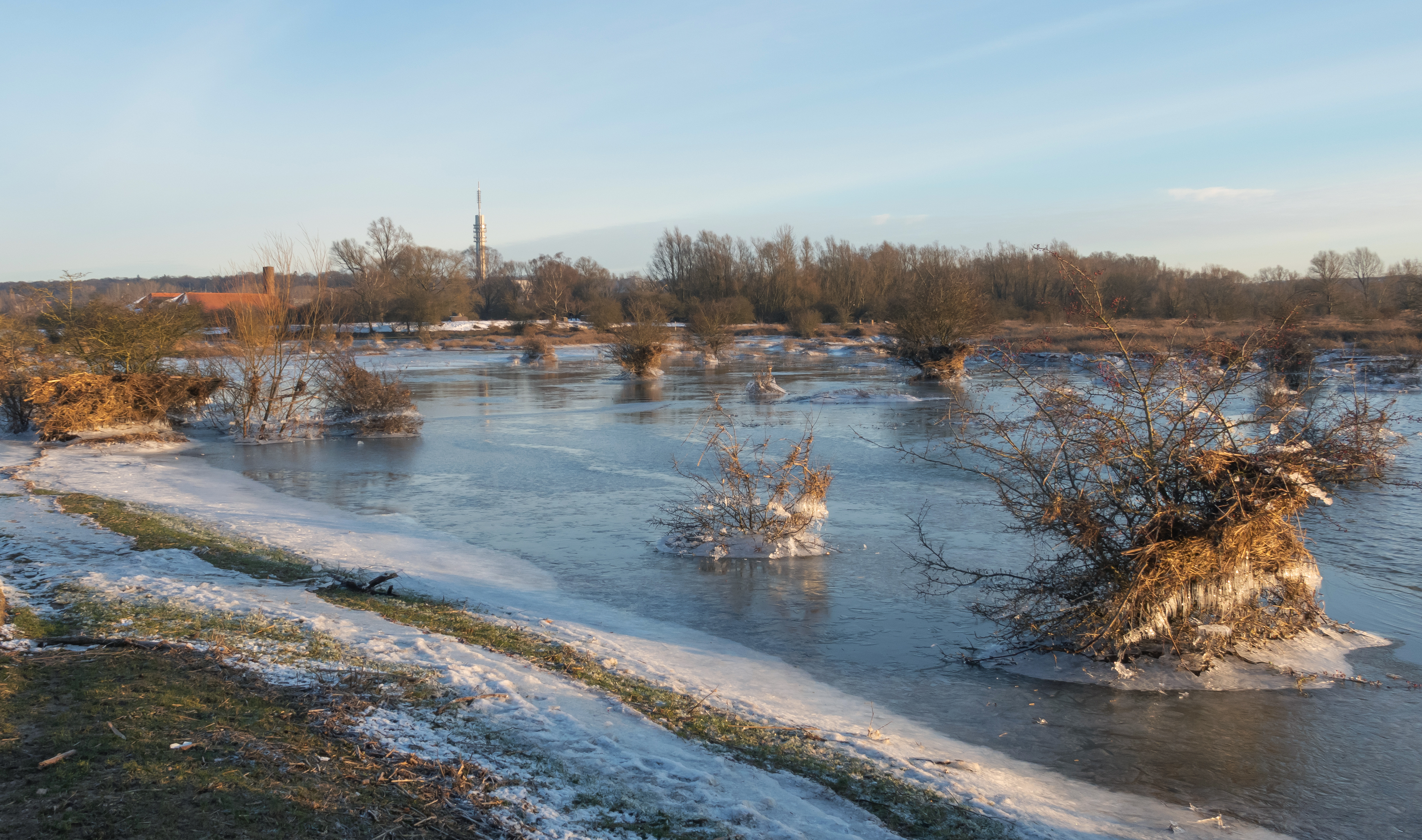
Zuidelijke plas tijdens hoogwater en ijs
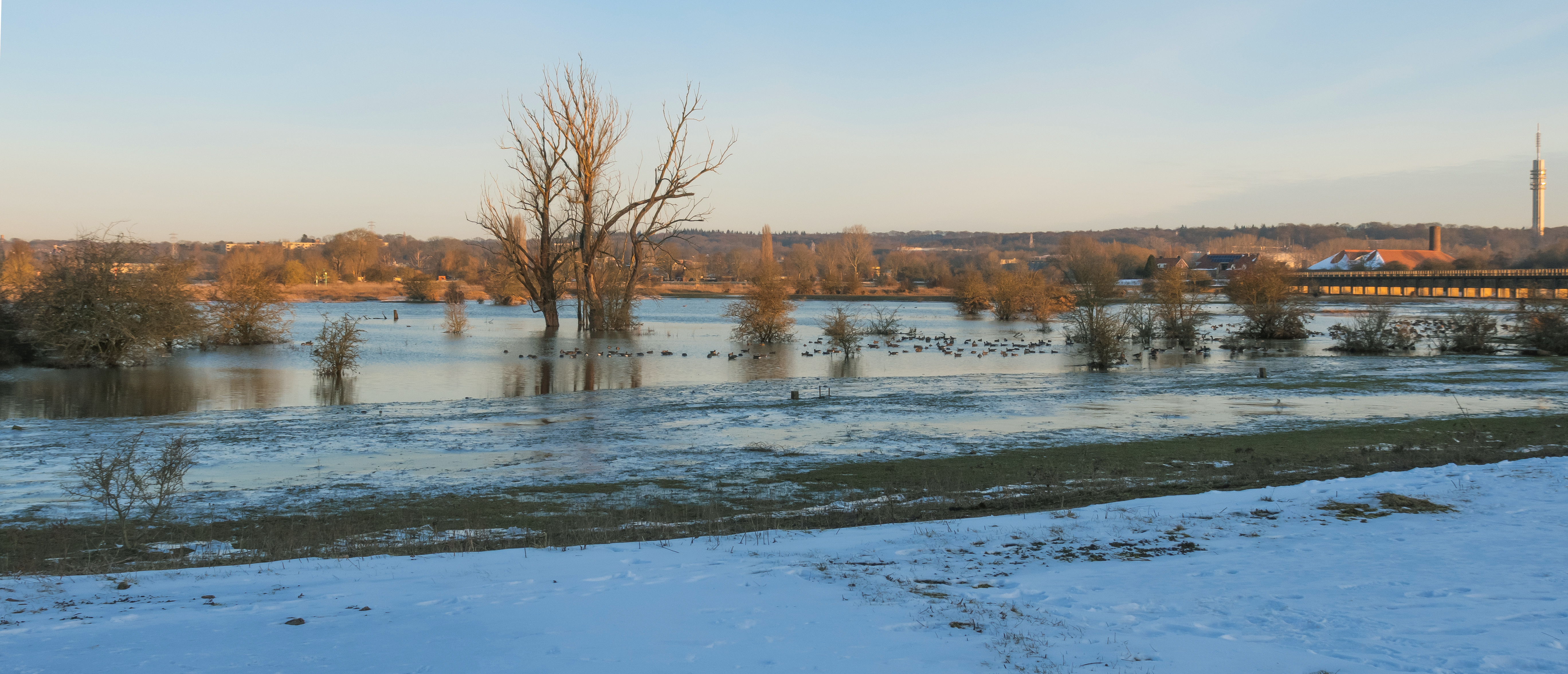
Plas aan de zuidwest-kant tijdens hoog water en ijs
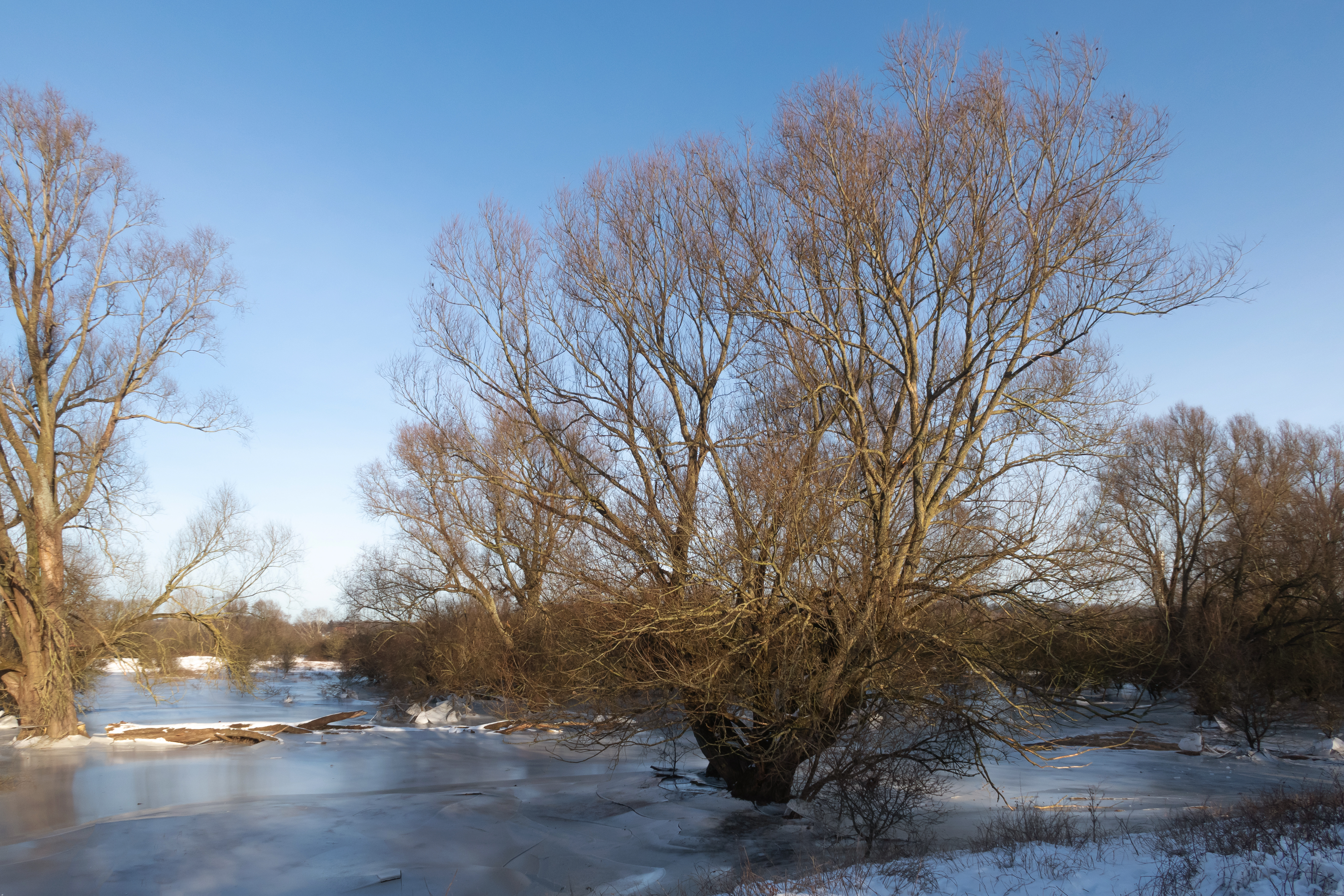
Boom met hoog water tijdens vorstperiode
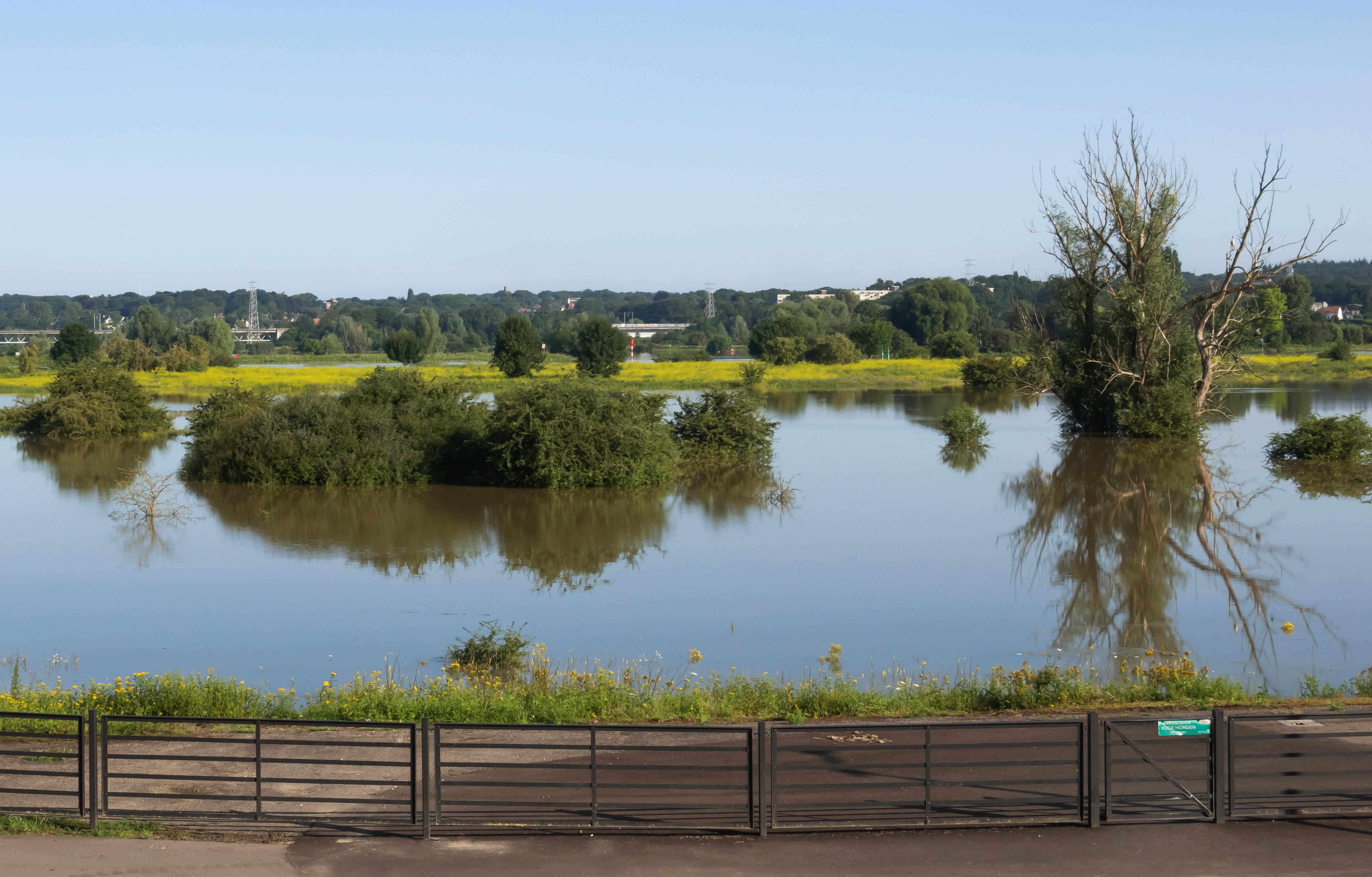
Uiterwaarden tijdens hoog water in de zomer
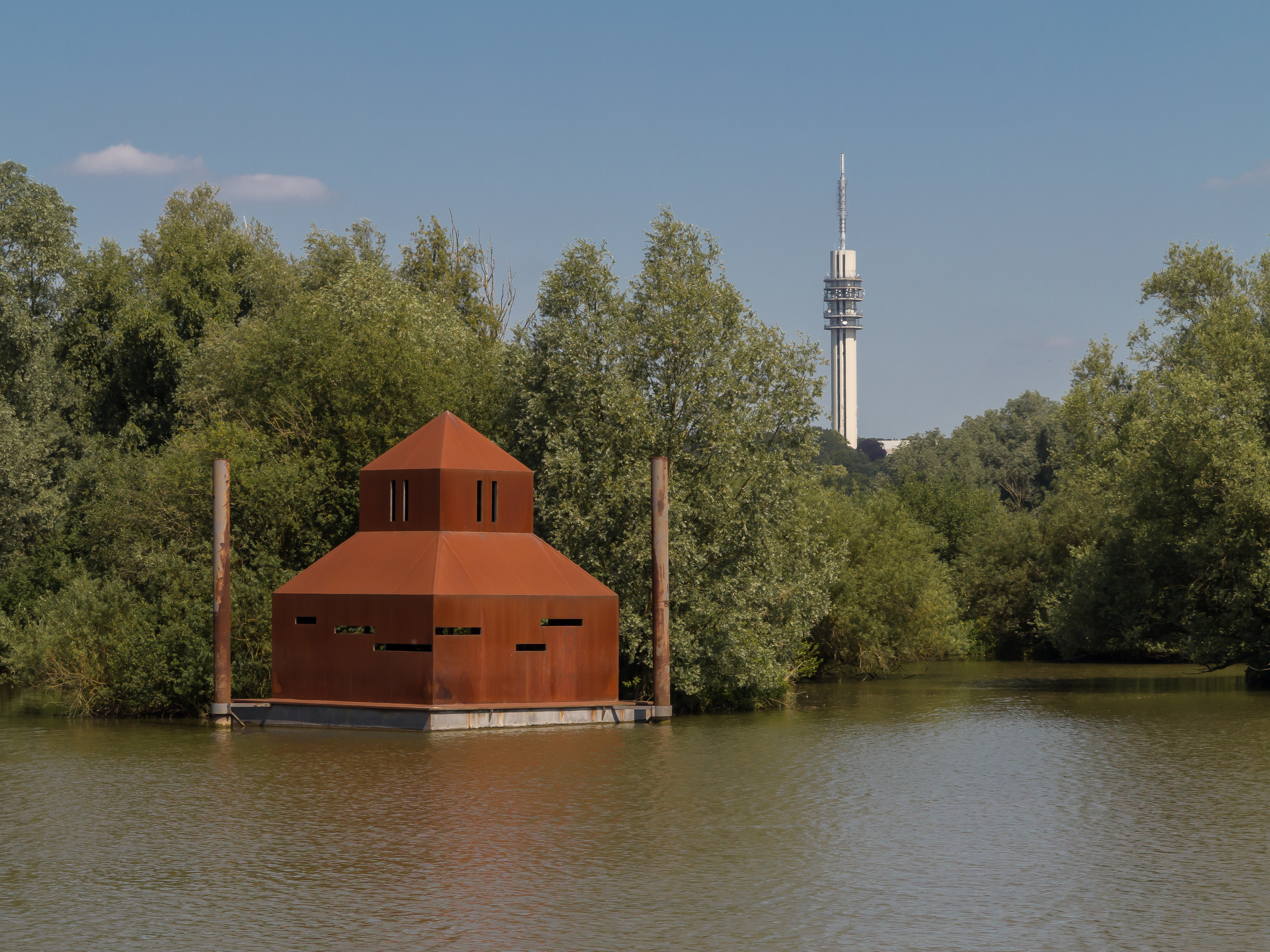
De vogelkijkhut
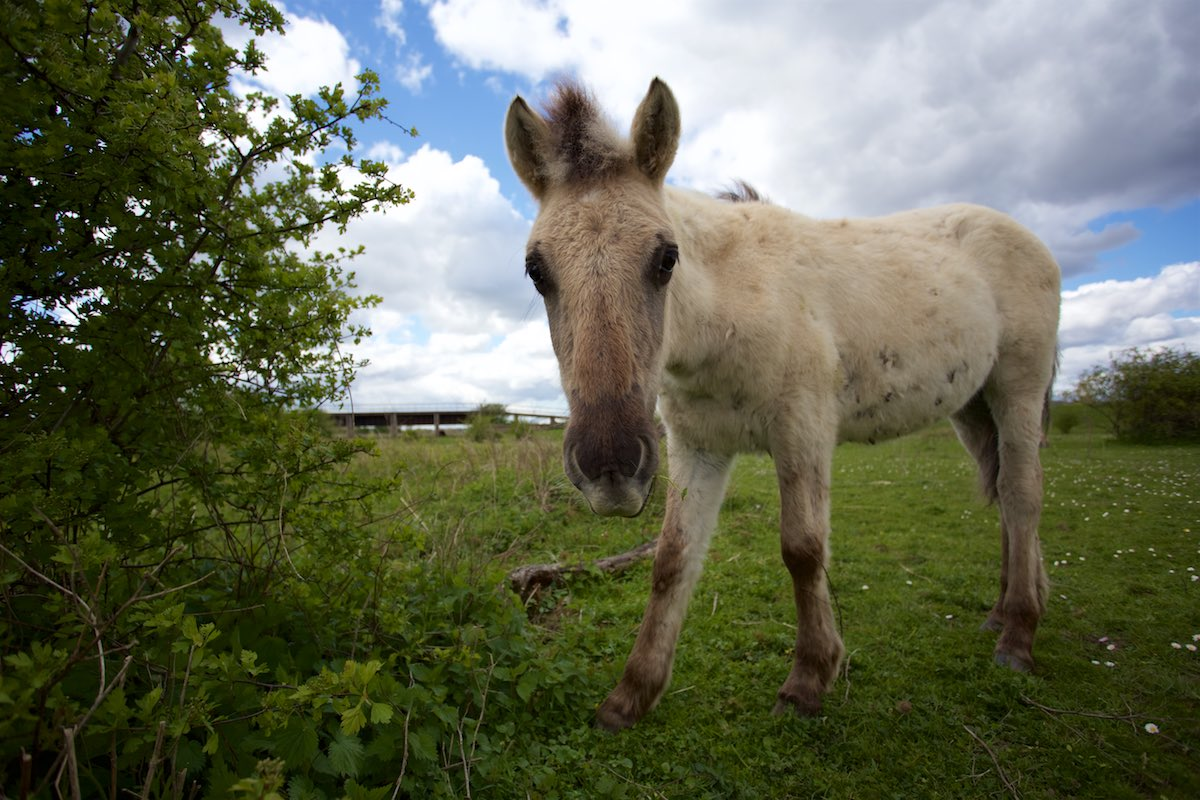
Konik veulen
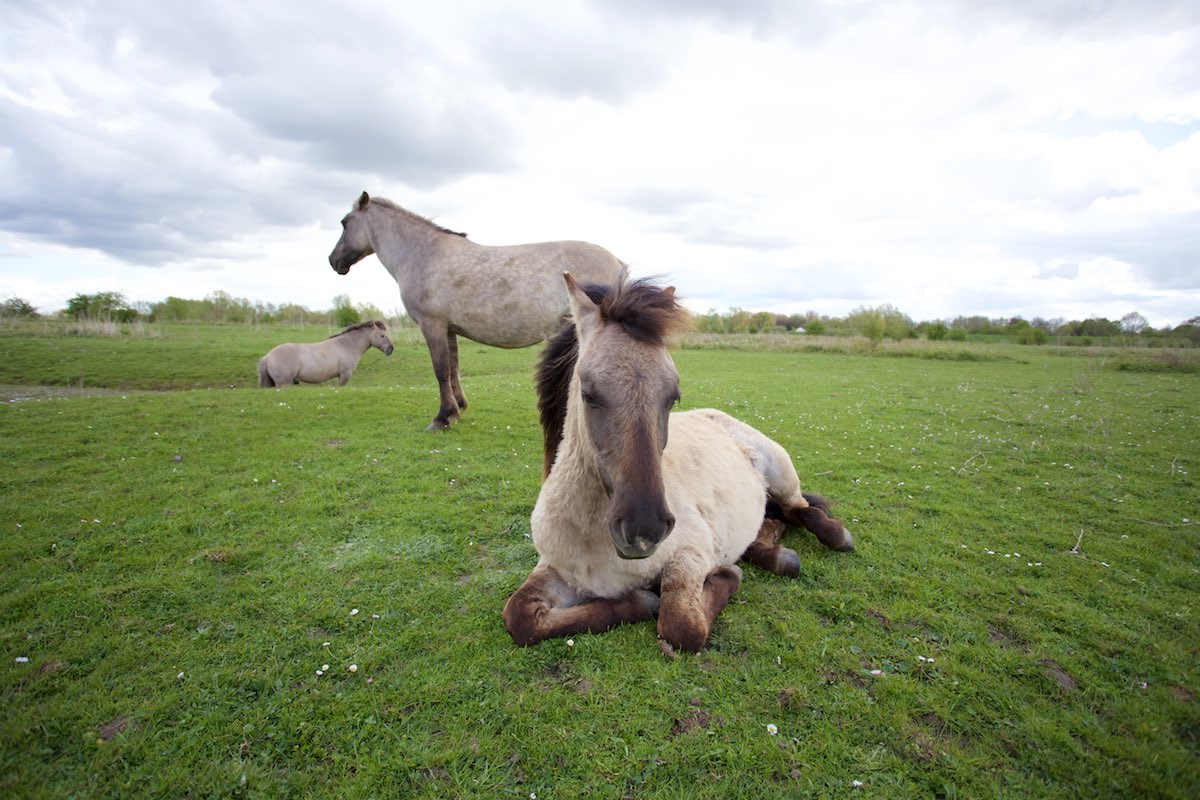
Konik Paarden

## Plannen
Met een ligging tussen de beide stadshelften van Arnhem (Noord en Zuid) is er altijd een grote gronddruk geweest op het gebied. Dit leidde tot vele plannen voor landbouw, recreatie, natuur, woningbouw enzovoorts. Een plan om in het gebied de Floriade te houden werd in 2004 vanwege de financiële risico's afgeblazen.
In 2005 kreeg het gebied van de ministeries van V&W en VROM de status Experimenteren Met Aangepast Bouwen (EMAB), vooral om verrommelde buitendijkse fabrieksterreinen aan te kunnen pakken. De Waterwet en de beleidslijn Grote rivieren staan, met de hoogwaters van 1993 en 1995 in het achterhoofd, vrijwel geen activiteiten toe in het buitendijkse gebied. Met de EMAB status wordt hier wel ruimte voor geboden maar tot op heden is hier nog geen gebruik van gemaakt.
Het versnipperde eigendom stond ontwikkelingen in de weg, maar in 2006 kocht het vastgoedbedrijf Phanos ongeveer de helft van het gebied van diverse particuliere eigenaren. In 2007 startte de gemeente een participatieproces om samen met de bewoners de toekomst van het gebied te bepalen. Het plan van Phanos voor intensieve grootstedelijke bouw op het Stadsblokkenterrein en het noordelijk deel van Meinerswijk riep veel tegenstand op en landde uiteindelijk in 2012 niet in de gemeentelijke gebiedsvisie. Met ongeveer de helft in eigendom van Phanos ontstond hierdoor een patstelling die ontwikkeling nog steeds in de weg stond. Toen dit bedrijf in 2012 failliet ging, kwam er ruimte voor de realisatie van de gebiedsvisie, in twee fasen.
Voor de realisatie van de eerste fase heeft de gemeente Arnhem in 2015 voor het grootste deel van het gebied een nieuw bestemmingsplan vastgesteld. Het overgrote deel kreeg de bestemming natuur, waarbinnen de bijzondere natuurwaarden van het gebied zich verder kunnen ontwikkelen. Alleen voor het voormalige steenfabrieksterrein Meinerswijk, het Watersportcentrum Arnhem en de ASM-haven met evenemententerrein, die niet in dit bestemmingsplan waren opgenomen, moest de definitieve bestemming nog worden bepaald. In deze eerste fase werden in 2015 twee geulen aangelegd voor Ruimte voor de rivier. Er kwam een recreatief fietspadennet en het Romeinse castellum werd zichtbaar gemaakt.
De tweede fase is overgelaten aan particulier initiatief. Kondor Wessels Projecten (KWP) nam in 2015 de terreinen van het failliete Phanos over. De curator van Phanos had inmiddels de visie "eilanden 2.0" laten ontwikkelen wat KWP omarmde. Met gebruikmaking daarvan stelde de gemeente in 2016 een uitwerkingskader op, met de randvoorwaarden waarbinnen het gebied zich verder zouden mogen ontwikkelen. Hierbij werd ook ruimte geboden voor woningbouw. Hoewel het toegestane bebouwd oppervlak veel kleiner was dan in de plannen van Phanos, leverde dit veel weerstand op. De tegenstanders verzamelden voldoende handtekeningen voor een referendum. Op 30 november 2016 spraken de bewoners van Arnhem zich uit voor het uitwerkingskader, zodat KWP zijn plannen voor het gebied verder kon uitwerken. Deze presenteerden ze op 7 november 2017, onder de naam "Eilanden 3.0". In het plan was ruimte voor huizen, horeca, recreatie en natuur.
In december 2018 droeg KondorWessels Projecten 70 ha van haar gronden in Meinerswijk over aan Gemeente Arnhem. Dit bood de gemeente de mogelijkheid om ook dit deel toegankelijk te maken en te integreren met het natuurgebied wat zij al in haar beheer had. Het plan Eilanden 3.0 is 1 februari 2019 in de vorm van een ontwerp bestemmingsplan ter inzage gelegd. Verschillende mensen hebben van de gelegenheid gebruik gemaakt hun zienswijze op het plan kenbaar te maken. Op 16 december 2020 is het beperkt aangepaste plan vastgesteld door de Arnhemse gemeenteraad. Tegen het door de raad vastgestelde plan is door een aantal belanghebbenden beroep ingesteld bij de Raad van State. Op 29 maart 2023 heeft de Raad van State het beroep ongegrond verklaard.
Met het besluit van de Raad van State kunnen de voorbereidingen voor de bouw van woningen op Stadsblokken en het steenfabrieksterrein Meinerswijk worden voortgezet.